# جيمس شارب (لاعب كرة قدم)
جيمس شارب (بالإنجليزية: James Sharp)‏ (2 يناير 1976 بريدنغ في المملكة المتحدة - ) هو لاعب كرة قدم بريطاني في مركز قلب الدفاع. لعب مع شروزبري تاون ونادي بريتشين سيتي ونادي توركي يونايتد ونادي روتشديل ونادي فالكيرك ونادي هارتلبول يونايتد وأردريونيانز.

## وصلات خارجية
- جيمس شارب على موقع قاعدة بيانات كرة القدم.إي يو (الإنجليزية)
- جيمس شارب على موقع Soccerbase.com (لاعب) (الإنجليزية)